# Mayte Martínez
María Teresa »Mayte« Martínez Jiménez, španska atletinja, * 17. maj 1976, Valladolid, Španija.
Nastopila je na poletnih olimpijskih igrah v letih 2000 in 2004, obakrat se je uvrstila v polfinale teka na 800 m. Na svetovnih prvenstvih je v isti disciplini osvojila bronasto medaljo leta 2007, kot tudi na svetovnih dvoranskih prvenstvih leta 2003, na evropskih prvenstvih srebrno medaljo v isti disciplini leta 2002, kot tudi na evropskih dvoranskih prvenstvih leta 2005.